# Jean-Marc Gabaude
Jean-Marc Gabaude, né le 15 mai 1928 à Graulhet,  et mort le 22 juillet 2020 à Toulouse, est un philosophe français, professeur émérite de philosophie à l'université Toulouse-Jean-Jaurès.

## Biographie
Jean-Marc Gabaude est né en 1928 à Graulhet dans le Tarn. Il a étudié à la faculté des lettres de Toulouse, dont il est docteur ès-lettres en 1972.
Doyen de la faculté de philosophie de l'université de Toulouse Le Mirail (1991). Président de la Société toulousaine de philosophie (1991).
Au titre de l'amitié personnelle qui le liait à lui, Jean-Marc Gabaude a rendu hommage au philosophe Michel Clouscard en octobre 2011.
Il est mort le 24 juillet 2020 à Toulouse.

## Publications

### Ouvrages
- La psychologie contemporaine. Méthodes et applications sociales, éd. Privat, 1960.
- Le jeune Marx et le matérialisme antique, éd. Privat, 1970.
- Liberté et raison. La liberté cartésienne et sa réfraction chez Spinoza et chez Leibniz, préface d'Alain Guy, publications de l'université de Toulouse-Le Mirail[6] :
  - tome 1 : Philosophie réflexive de la liberté, 1970.
  - tome 2 : Philosophie compréhensive de la nécessitation libératrice, 1972.
  - tome 3 : Philosophie justificatrice de la liberté, 1974.
- Philosophie de la scolarisation, des années 1880 aux années 1980, publications de l'université de Toulouse-Le Mirail, 1987.
- Un demi-siècle de philosophie en langue française, 1937-1990. Historique de l'Association des Sociétés de philosophie de langue française (ASPLF)[7], Montréal (Québec) : éd. Montmorency, 1990.
- Jean Jaurès philosophe, Éditions universitaires du Sud, 2000.
- La philosophie de la culture grecque, coll. "Ouverture philosophique", L'Harmattan, 2005.
- Pour la philosophie grecque, coll. "Ouverture philosophique", L'Harmattan, 2005.
- Raison et liberté, coll. "Ouverture philosophique", L'Harmattan, 2005.

### Articles
- "Descartes-Spinoza et le mouvement historique de la rationalité", La Pensée, août 1977, p. 81-98.
- "Penseurs hétérodoxes du Monde Hispanique. Préface de Pierre-Maxime Schuhl" compte rendu, Revue Philosophique de Louvain, 1977, vol.75, n° 27 p. 489-491.
- "Alain Guy, Vivès ou l'Humanisme engagé. Présentation, choix de textes, biographie, bibliographie" compte rendu,  Revue Philosophique de Louvain, 1977, vol. 75, n° 27, p. 491-493.
- "Pierre Magnard, Nature et histoire dans l'apologétique de Pascal" compte rendu, Revue Philosophique de Louvain, 1977, vol. 75, n° 27, p. 505-508.
- "Spinoza, la pratique et la politique", La Nouvelle Critique, janvier 1978, p. 61-68.
- "Alexandre Kojève, Introduction à la lecture de Hegel", Revue philosophique de la France et de l'étranger, vol. 171, no 4, octobre-décembre 1981, p. 488-494.
- "Apogée spinoziste du rationalisme", Revista da Faculdade de Letras université de Porto, Série de Filosofia, n° 5-6, 2a serie, 1989.
- "Cosmos économique", Actes du XIVe congrès international "Cosmos et philosophie", Commercialisation et dynamique de l'univers des valeurs, groupe ESC Clermont, 2003, p. 162-165.

### Préfaces
- Pius Ondoua Olinga, Existence et valeurs. Tome 1: L'urgence de la philosophie, préface de Jean-Marc Gabaude, Paris, L'Harmattan, 2009, pp. 9-14.

### Recueil
- Les chemins de la raison. XXe siècle : la France à la recherche de sa pensée, Joachim Wilke, Jean-Marc Gabaude et Michel Vadée éditeurs, préface de Bernard Bourgeois, L'Harmattan, 1997.

## Direction de thèses (sélection)
- Pius Ondoua Olinga, Rationalité technologique et problématique africaine du développement , 1977, doctorat 3eme cycle.
- Pius Ondoua Olinga, Positivité scientifique et positivisme idéologique : une analyse épistémo-politique du fétichisme de la science, Doctorat d'État, 1989.
- Marie Bertin, La philosophie de la paix de Jean Jaurès : de son développement et de son articulation en idée et en action, 1990[8].
- Thérèse Bellè Wangué Sam, Violence et société chez Spinoza, 1991[9].